# Villedieu-les-Poêles
Villedieu-les-Poêles är en kommun i departementet Manche i regionen Normandie i norra Frankrike. Kommunen ligger i kantonen Villedieu-les-Poêles som tillhör arrondissementet Saint-Lô. År 2018 hade Villedieu-les-Poêles 3 550 invånare.

## Befolkningsutveckling
Antalet invånare i kommunen Villedieu-les-Poêles
| Referens: INSEE |